# Sibutu
Sibutu is een gemeente in de Filipijnse provincie Tawi-Tawi. Bij de laatste census in 2007 had de gemeente ruim 35 duizend inwoners.

## Geschiedenis
Sibutu is ontstaan door afsplitsing van zestien barangays van de gemeente Sitangkai op grond van Muslim Mindanao Autonomy Act No. 197, welke werd goedgekeurd middels een volksraadpleging op 21 oktober 2006.

## Geografie

### Bestuurlijke indeling
Sibutu is onderverdeeld in de volgende zestien barangays:
| - Ambulong Sapal - Datu Amilhamja Jaafar - Hadji Imam Bidin - Hadji Mohtar Sulayman - Hadji Taha - Imam Hadji Mohammad - Ligayen - Nunukan | - Sheik Makdum - Sibutu - Talisay - Tandu Banak - Taungoh - Tongehat - Tongsibalo - Ungus-Ungus |

## Demografie
Sibutu had bij de census van 2007 een inwoneraantal van 35.377 mensen. Dit zijn 10.862 mensen (44,3%) meer dan bij de vorige census van 2000. De gemiddelde jaarlijkse groei komt daarmee uit op 5,19%, hetgeen hoger is dan het landelijk jaarlijks gemiddelde over deze periode (2,04%). Vergeleken met de census van 1995 is het aantal mensen met 16.898 (91,4%) toegenomen.

De bevolkingsdichtheid van Sibutu was ten tijde van de laatste census, met 35.377 inwoners op 144,3666 km², 128 mensen per km².